# Charlie Frye
Charlie Lester Frye (Norwalk, 28 agosto 1981) è un allenatore di football americano ed ex giocatore di football americano statunitense di ruolo quarterback.

## Carriera universitaria
Giocò con gli Akron Zips squadra rappresentativa dell'università di Akron.

## Carriera professionistica

### Cleveland Browns
Al draft NFL 2005 è stato selezionato dai Cleveland Browns come 67a scelta. Ha debuttato nella NFL il 20 novembre 2005 contro i Miami Dolphins e in ben 3 settimane ha vinto il premio di miglior rookie. In merito a queste prove nel suo secondo anno è riuscito a guadagnarsi il posto da titolare, ma le prestazioni non sono state come l'anno precedente.

### Seattle Seahawks
L'11 settembre 2007 viene ceduto ai Seahawks per la sesta scelta del draft NFL 2008. 
Purtroppo non è riuscito a trovare spazio e ha chiuso con solo due partite giocate.

### Oakland Raiders
L'8 agosto 2009 ha firmato un contratto da free agent per un anno con gli Oakland Raiders ha indossato la maglia numero 3.
Il 16 marzo 2010 ha rifirmato con i Raiders un contratto di un altro anno per 1,226 milioni di dollari. Il 5 agosto si è infortunato al polso della mano destra, è stato operato e rimarrà fuori dai 4 ai 5 mesi. Il 19 agosto di conseguenza i Raiders lo hanno messo sulla lista infortunati.

## Statistiche nella stagione regolare
Legenda: PG=Partite giocate PT=Partite da titolare LC=Lanci completati LP=Lanci provati L%=Percentuale completati YL=Yard su lancio TL=Touchdown su lancio IL=Intercetti su lancio S=Sack subiti YS=Yard perse su sack R=Ratio C=Corse YC=Yard su corse TC=Touchdown su corse FC=Fumble su corse TT=Tackle T=Tackle TA=Tackle assistito FT=Fumble totali FP=Fumble persi FR=Fumble recuperati.
| Stagione | Squadra          | PG | PT | LC  | LP  | L%   | YL    | TL | IL | S  | YS  | R    | C  | YC  | TC | FC | TT | T | TA | FT | FP | FR |
| -------- | ---------------- | -- | -- | --- | --- | ---- | ----- | -- | -- | -- | --- | ---- | -- | --- | -- | -- | -- | - | -- | -- | -- | -- |
| 2005     | Cleveland Browns | 7  | 5  | 98  | 164 | 59,8 | 1.002 | 4  | 5  | 22 | 135 | 72,8 | 18 | 60  | 1  | 2  | 1  | 1 | 0  | 15 | 11 | 2  |
| 2006     | Cleveland Browns | 13 | 13 | 252 | 393 | 64,1 | 2.454 | 10 | 17 | 44 | 262 | 72,0 | 47 | 215 | 3  | 2  | 1  | 0 | 1  | 8  | 7  | 0  |
| 2007     | Cleveland Browns | 1  | 1  | 4   | 10  | 40,0 | 34    | 0  | 1  | 5  | 31  | 10,0 | 1  | 1   | 0  | 0  | 0  | 0 | 0  | 0  | 0  | 0  |
| 2007     | Seattle Seahawks | 0  | 0  | 0   | 0   | 0,0  | 0     | 0  | 0  | 0  | 0   | 0,0  | 0  | 0   | 0  | 0  | 0  | 0 | 0  | 0  | 0  | 0  |
| 2008     | Seattle Seahawks | 2  | 1  | 12  | 23  | 52,2 | 83    | 2  | 2  | 3  | 19  | 53,4 | 2  | 30  | 0  | 0  | 0  | 0 | 0  | 0  | 0  | 0  |
| 2009     | Oakland Raiders  | 3  | 3  | 53  | 87  | 60,9 | 581   | 1  | 4  | 5  | 40  | 65,3 | 4  | 41  | 0  | 0  | 0  | 0 | 0  | 0  | 0  | 0  |

- (EN)  La sua scheda su NFL.com.

## Record personali in una stagione
Legenda: YL=Yard su lancio TL=Touchdown su lancio YC=Yard su corse TC=Touchdown su corse TT=Tackle totali FR=Fumble recuperati
| YL          | TL       | YC        | TC      | TT            | FR      |
| ----------- | -------- | --------- | ------- | ------------- | ------- |
| 2.454 ('06) | 10 ('06) | 215 ('06) | 3 ('06) | 1 ('05 e '06) | 2 ('05) |

## Vittorie e premi
(3) Rookie della settimana (13a, 15a e 17a settimana della stagione 2005).